# Barbus petenyi
Barbus petenyi är en fiskart som beskrevs av Heckel 1852. Barbus petenyi ingår i släktet Barbus och familjen karpfiskar. IUCN kategoriserar arten globalt som livskraftig. Inga underarter finns listade.